# Народження

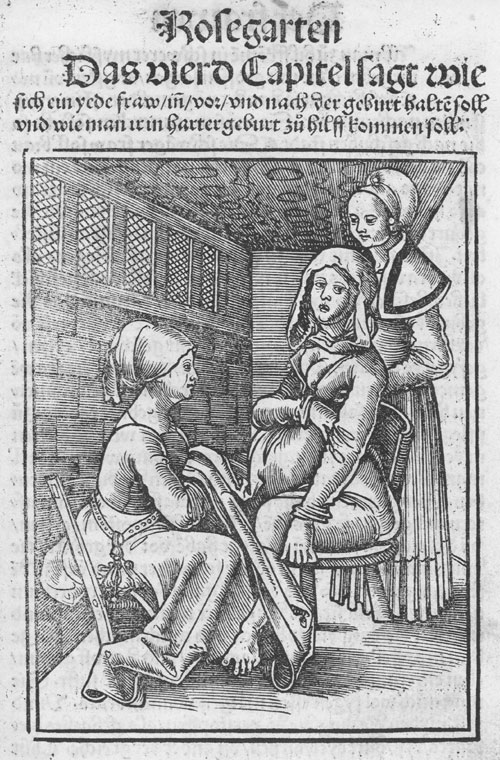
Жінка народжує дитину. Гравюра близько 1515 року.

Наро́дження — з погляду фізіології, це процес, характерний для живородних тварин (в тому числі людини), в результаті якого потомство виходить з тіла його матері та починає окреме від неї існування. В такому ж сенсі термін «народження» інколи вживають і для яйцеживородних, але не для яйцекладиних тварин. «Народження» в філософії — це не початок життя, а його продовження. Термін може також означати початок існування твору, теорії, чи неживої системи в переносному значенні, а саме як початок функціонування механічної, електричної, і таке інше, машини, пристрою, механізму і т. д.